# Двойной рай (альбом)
«Двойной рай» — третий мини-альбом украинской певицы Тины Кароль, выпущенный 29 октября 2021 года. Альбом был написан в соавторстве с Аркадием Александровым, который также выступил саунд-продюсером альбома. Пластинка является одиннадцатой по счёту в дискографии певицы.

## Об альбоме
«Двойной рай» — воплощает в себе эволюцию от звучания монолитных баллад к современной трактовке взаимоотношений влюблённых пар. Это музыкальная повесть. Все песни альбома — это глубоко личные мотивы Тины, сравнимые с Марианской впадиной. Эта метафора хорошо подойдет для понимания масштаба личности Тины — её глубина музыкального океана не сравнима ни с чем иным.
Новая видеоработа на сингл «Двойной рай» — это романтический триллер. Обращаясь к киноэстетике «нулевых», поп-дива эпатирует смелой сменой имиджа. Теперь она яркая блондинка с пистолетом в руках, её мишень — ревность.
«Альбом „Двойной рай“ посвящен человеку и отношениям, от которых оба уже свободны. Я посвящаю новый альбом своей свободе», — говорит Тина Кароль.
«Мое вдохновение — это порыв воплотить романтизм в музыке. Я вновь много пишу, даря поклонникам романтику, вокал и свое понимание мироздания», — сказала Тина Кароль.
Композиция «Двойной рай» написана Тиной Кароль в соавторстве с Аркадием Александровым.
Режиссёром видеоклипа, выступила Алина Симоненко:
«Было невероятно работать с музой, где каждая пластика движения и игра — это воплощение искусства. Хрупкая девушка, в которой неимоверная сила — то, что я всегда вижу в Тине», — говорит Алина.
«Двойной рай» — это аллюзия к кинохиту двухтысячных «Ее звали Никита». Быть на равных с фантастическим вокалом Тины смог бы только первоклассный кинообраз", — говорит режиссёр.

## Продвижение
10 ноября 2021 года Тина Кароль прибыла в Казахстан для промо-поддержки своего нового альбома «Двойной рай», который третью неделю подряд лидирует в стриминг-чартах 11 стран. Поп-дива дала ряд интервью центральным телеканалам и радиостанциям.
16 ноября 2021 года Тина прилетела в Грузию, Тбилиси в поддержку своего нового альбома «Двойной рай», певица выступила на шоу «Танцы со звёздами (Грузия)», а также дала ряд интервью центральным каналам и радиостанциям.
20 ноября 2021 года Тина прилетела в Минск, Беларусь в поддержку своего нового альбома «Двойной рай». Народная артистка Украины, дала ряд интервью радиостанциям Беларуси и телеканалу Белта.
В январе 2022 года, Тина отправилась в тур по городам Украины с новой сольной программой. Певица сообщила, что новая шоу-программа, "пропитана свежим дыханием электронной музыки из альбома «Красиво» и меланхоличной лирикой нового альбома «Двойной рай». Позже певица выпустила фильм-концерт в поддержу альбомов «Красиво» и «Двойной рай».

## Список композиций
| №  | Название          | Автор(ы)                         | Длительность |
| -- | ----------------- | -------------------------------- | ------------ |
| 1. | «Холод»           | Тина Кароль, Аркадий Александров | 3:53         |
| 2. | «Двойной рай»     | Тина Кароль, Аркадий Александров | 3:17         |
| 3. | «Город»           | Тина Кароль, Аркадий Александров | 2:45         |
| 4. | «Поцелуй на фарт» | Тина Кароль, Аркадий Александров | 1:57         |